# Fundação Escola de Sociologia e Política de São Paulo
A Fundação Escola de Sociologia e Política de São Paulo (FESPSP) é uma pessoa jurídica de direito privado sem fins lucrativos, cujo fim é a manutenção de escolas voltadas ao ensino e à pesquisa em nível superior. 

## História
O núcleo original da Fundação é a Escola Livre de Sociologia e Política de São Paulo, criada em maio de 1933 por iniciativa de pouco mais de uma centena de figuras eminentes da sociedade paulistana, dentre as quais destacam-se os dirigentes das principais entidades de ensino de São Paulo, como a Faculdade de Direito, a Escola Politécnica, a Faculdade de Medicina, a Fundação Escola de Comércio Álvares Penteado e a Escola de Belas Artes, além de representantes da Ordem dos Advogados do Brasil, do Instituto de Engenharia, da Federação das Indústrias do Estado de São Paulo, dentre outros.
A época era de intensa agitação política e cultural da elite paulista, comprometida com um projeto de modernização da sociedade brasileira e de recuperação da influência política do estado de São Paulo -  perdida nas revoluções de 1930 e 1932 -, por meio da formação de uma elite capaz de liderar o processo de industrialização do Brasil e de contribuir para melhorar os padrões da administração pública do país.
O projeto, descrito no manifesto dos fundadores da escola, era ambicioso. Mas as primeiras aulas foram ministradas em condições modestas, em salas emprestadas à noite pela Escola de Comércio Álvares Penteado, situada no largo de São Francisco, no centro histórico. Somente depois de mais de vinte anos, em 1954, a Escola passaria a ocupar, em tempo integral, o casarão da rua General Jardim, 522, na Vila Buarque.
A escola foi reconhecida em 1938, como instituição de utilidade pública, pelo governo estadual, e no ano seguinte foi incorporada à USP como instituição complementar autônoma, status que manteve até o início da década de 1980.
Marcos importantes da trajetória da FESPSP, nesse período, foram a publicação da revista Sociologia (1939-1966) e, em 1941, o início dos cursos de pós-graduação. Paralelamente, começou a desenvolver-se intensa atividade relacionada a estudos e projetos encomendados por órgãos públicos e por entidades privadas, que perdura até hoje.
Orientada desde o início para o estudo da realidade brasileira e para a formação de quadros técnicos e dirigentes capazes de atuar no processo de modernização da sociedade, a Escola de Sociologia e Política de São Paulo (ESP) teve o seu curso de graduação reconhecido pelo Governo Federal em 1946, através do Decreto-Lei nº 9.786. O conteúdo do curso foi definido como currículo mínimo para o ensino de Sociologia e Política em todo o país.
Pioneira no ensino e na prática das ciências sociais, a Fundação Escola de Sociologia e Política incorporou, em 1940, o curso de Biblioteconomia e Documentação, mantido pela Prefeitura do Município de São Paulo desde a sua criação, em 1936.

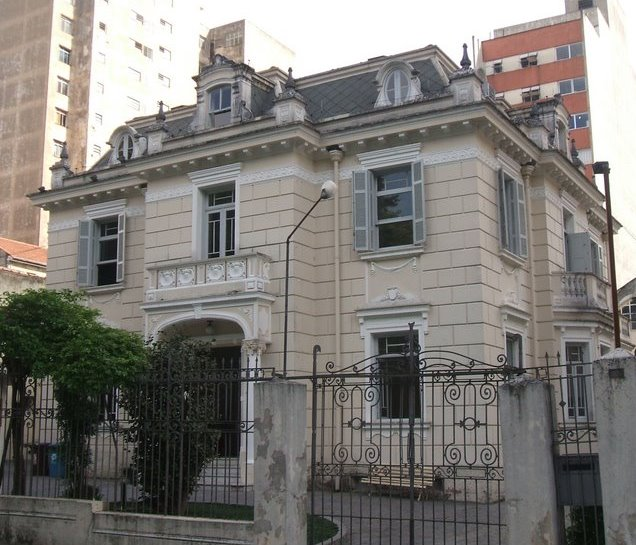
Fachada do casarão da Fespsp

Em 1939, a Escola sofreu uma grande mudança com a vinda do sociólogo norte-americano Donald Pierson, que além de trazer recursos provenientes de fundações, como a Smithsonian Institution, para formação do acervo da biblioteca, concessão de bolsas de estudo e financiamento de projetos de pesquisa, ampliação do corpo de professores e pesquisadores e abrir possibilidades de carreira acadêmica. Assim, Pierson, que permaneceu na escola até 1952, influiu imensamente sobre o projeto pedagógico da escola, reorientando-o para a efetiva formação de sociólogos e superando uma espécie de diletantismo reinante. 
Em 1941, foi fundada a Divisão de Estudos Pós-Graduados, atual Escola Pós-Graduada de Ciências Sociais, responsável pelo primeiro programa de pós-graduação em ciências sociais no Brasil, formando a primeira geração de pesquisadores nas áreas da sociologia, política e administração pública no país.
A partir dos anos 1950, a Escola teve importância fundamental para a vida intelectual brasileira e, especialmente, para criação de uma "escola paulista" de pensamento sociológico. Segundo Sergio Miceli, as primeiras consequências sobre a vida intelectual brasileira advindas da criação da Escola de Sociologia e Política e da Faculdade de Filosofia de São Paulo somente se fizeram sentir vinte anos depois. Entre 1953 e 1964, os principais integrantes da escola paulista produziram suas teses e começaram a publicar seus primeiros artigos e livros. Até então, o maior impacto derivado dos novos experimentos inaugurados no ensino superior, tanto no Rio de Janeiro como em São Paulo, consistiu, sem sombra de dúvida, nos horizontes intelectuais e acadêmicos abertos pelos docentes e pesquisadores estrangeiros em missão oficial no país.
Mas o golpe de 1964 viria ser um fator de desestabilização da FESPSP. As escolas de Sociologia e Política e de Biblioteconomia  passaram a ser frequentemente fechadas pela polícia política, e os alunos, perseguidos. A escola entrou em declínio nos anos 1970 e, nos anos 1980, perdeu o credenciamento para oferecer cursos de mestrado e doutorado. Com sérios problemas financeiros e de gestão, as tentativas de recuperação  realizadas nos anos 1990 falharam. Eram constantes as greves de alunos. Em 1981, a entidade mantenedora propôs o fechamento do curso de sociologia. Em resposta, os alunos ocuparam o prédio e nele permaneceram por dois meses.
A partir de 1999, teve início um processo de reorganização da fundação, envolvendo tanto aspectos administrativo-financeiros e pedagógicos, que culminou com a construção do campus FESPSP, em 2011, composto pelo casarão e pelo novo prédio que reflete o projeto pedagógico da instituição, marcando uma fase de intensas atividades acadêmicas, como palestras, debates, conferências, seminários e encontros.
Hoje, a Fundação Escola de Sociologia e Política mantém a Escola de Sociologia e Política (ESP), a Faculdade de Biblioteconomia e Ciência da Informação (FaBCI), a Faculdade de Administração e a Escola Pós-Graduada de Ciências Sociais. O seu corpo de pesquisadores e docentes se dedica ao ensino, à pesquisa acadêmica e aplicada, visando unir a atividade de produção do conhecimento à capacidade de intervenção, gestão e planejamento para os setores público e privado.

## Estrutura
- Escola de Sociologia e Política - ESP
- Escola Pós-Graduada de Ciências Sociais - EPG
- Faculdade de Biblioteconomia e Ciência da Informação - FaBCI

## Ensino

### Graduação
- Administração
- Biblioteconomia e Ciência da Informação
- Sociologia e Política

### Pós-graduação
- Antropologia
- Ciência Política
- Estudos Brasileiros
- Gestão Arquivística
- Gestão da Informação Digital
- Gestão de Serviços de Informação
- Gestão de Acervos Museológicos
- Gestão Pública
- Globalização e Cultura
- Mídia, Política e Sociedade
- MBA em Gestão Empresarial e Coaching
- MBA em PPP e Concessões
- Opinião Pública e Inteligência de Mercado
- Política e Relações Internacionais
- Psicossociologia da Juventude e Políticas Públicas
- Sociologia
- Sociopsicologia

## Centro Acadêmico
Os alunos da Fundação Escola de Sociologia e Política de São Paulo do curso de Sociologia e Política constroem o Centro Acadêmico Florestan Fernandes (CAFFESP), órgão máximo de representação discente do departamento.

## Nomes que passaram pela FESPSP
- Adelpha de Figueiredo
- Antonio Brancaglion Junior
- Arnaldo Madeira
- Boris Kossoy
- Carlos Eugênio Marcondes de Moura
- Carlos Guilherme Mota
- Carmen Junqueira
- Claudio Willer
- Darcy Ribeiro
- Donald Pierson
- Emilio Willems
- Eva Maria Lakatos
- Fernando Altenfelder Silva
- Fernando Henrique Cardoso
- Florestan Fernandes
- Gioconda Mussolini
- Glauco Mattoso
- Guilherme de Almeida
- Herbert Baldus
- Herbert Levy
- Jorge Americano
- Juarez Brandão Lopes
- Laura Russo
- Leon Cakoff
- Lúcio Flávio Pinto
- Luiz Alberto de Vianna Moniz Bandeira
- Luiz Carlos Trabuco Cappi
- Luiza Erundina
- Marco Aurélio Nogueira
- Octavio Ianni
- Odilon Nogueira de Matos
- Paulo Henrique Amorim
- Roberto Simonsen
- Ricardo Lewandowski
- Rubens Borba de Moraes
- Salomão Schvartzman
- Sérgio Buarque de Holanda
- Silvestre Luís Scandian
- Tácito de Almeida
- Tibor Rabóczkay
- Waldomiro Vergueiro